# Toro de los corcireos
El Toro de los corcireos era una escultura de bronce de un toro de la Antigua Grecia, situada en el santuario de Apolo de Delfos, Grecia. No ha sobrevivido a la época moderna.
La escultura del toro fue una de las más famosas ofrendas votivas ofrecidas a Delfos. Su nombre se debe a que fue donada por los habitantes de Córcira en honor a una captura excepcionalmente grande de atún.  El hecho se sitúa en la época arcaica, en 580-500 a. C. La escultura fue realizada por el escultor Teopropo de Egina.
Pausanias cuenta que Córcira tenía un toro que todos los días abandonaba su rebaño y se dirigía a la orilla del mar. El pastor siguió al toro y descubrió que el mar estaba lleno de peces. Pidió ayuda a los demás habitantes del pueblo, que se apresuraron a llegar a la orilla, pero no pudieron pescar los peces. Los montañeses enviaron entonces un emisario para pedir consejo al oráculo de Delfos. Éste les aconsejó que sacrificaran el toro a Poseidón. Los corcireos así lo hicieron, y entonces pudieron capturar peces. Con los diezmos del producto de sus capturas, erigieron un toro de bronce en Delfos como muestra de agradecimiento. Otra donación, posiblemente un toro similar, se hizo a Olimpia.
En la actualidad, sólo se conserva el pedestal de la escultura, que fue donado a Delfos, situado en su emplazamiento original, justo a la derecha del comienzo de la Vía Sagrada.